# Eiserne Brücke
Eiserne Brücke er en bro i Berlin-Mitte, Tyskland. Broen forbinder Museumsøen med fastlandet henover Spree-floden. Broen er beliggende nær ved Neues- og Altes Museum og direkte ved det nyopførte James-Simon-Galerie.
52°31′10″N 13°23′51″Ø / 52.5194°N 13.3975°Ø